# Acrotona
Acrotona är ett släkte av skalbaggar som beskrevs av Thomson 1859. Acrotona ingår i familjen kortvingar.

## Bildgalleri

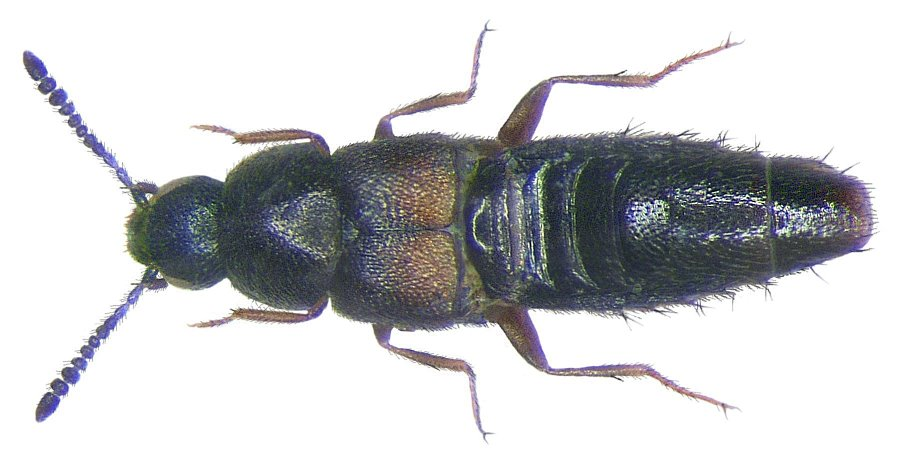
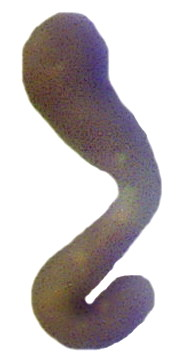

## Dottertaxa tillAcrotona, i alfabetisk ordning[1][2]
- Acrotona absona
- Acrotona acutella
- Acrotona assecla
- Acrotona aterrima
- Acrotona austiniana
- Acrotona benicki
- Acrotona convergens
- Acrotona cupiens
- Acrotona curata
- Acrotona dilutipennis
- Acrotona discreta
- Acrotona egens
- Acrotona egregiella
- Acrotona exigua
- Acrotona fatigans
- Acrotona fontinalis
- Acrotona hebeticornis
- Acrotona luteola
- Acrotona muscorum
- Acrotona obfuscata
- Acrotona obliquata
- Acrotona onthophila
- Acrotona opica
- Acrotona parens
- Acrotona parvula
- Acrotona pasadenae
- Acrotona petulans
- Acrotona picescens
- Acrotona pilosicollis
- Acrotona pseudotenera
- Acrotona pygmaea
- Acrotona reclusa
- Acrotona recondita
- Acrotona scopula
- Acrotona smithi
- Acrotona sonomana
- Acrotona subpygmaea
- Acrotona sylvicola
- Acrotona troglodytes
- Acrotona trossula
- Acrotona turbans
- Acrotona vafra
- Acrotona zephyrina